# Municipio de Bella Vista
El municipio de Bella Vista es uno de los 124 municipios que componen el estado mexicano de Chiapas. 

## Geografía
Se localiza en la Sierra Madre de Chiapas, por lo cual su territorio es accidentado. Sus coordenadas geográficas son 15° 35" N y 92° 15" W. Forma parte de la región socioeconómica XI Sierra Mariscal.
Limita al este con el municipio de Amatenango de la Frontera; al noreste con el municipio de Frontera Comalapa; al norte con el municipio de Chicomuselo; al sur con los municipios de La Grandeza y municipio de Siltepec cuyo límite se extiende hasta el oeste, y al sureste con el municipio de Bejucal de Ocampo.

La cabecera es Bella Vista. Otras localidades importantes incluyen Las Chicharras, Emiliano Zapata, Bella Vista, San José Las Chicharras, La Rinconada, La Independencia, El Progreso, Nuevo Pacayal (Zapote), Unión Progreso y La Hacienda.
La extensión territorial del municipio es de 213.59 km², que equivale al 5.33% de la superficie de la región Sierra Mariscal. Su altitud es de 1700 m s. n. m. En todo el municipio se encuentra zonas accidentadas por encontrarse en la Sierra Madre del Sur, sin embargo también cuenta con algunas planicies en las cuales se encuentran los ejidos de Emiliano Zapata y el de Chicharras. Los ríos que atraviesan al municipio son: San Pedro (maíz Blanco), Rinconada, Emiliano Zapata y Tachinula. El clima es semicálido subhúmedo, con una precipitación pluvial de 1500 milímetros anuales. El municipio está constituido geológicamente por terreno cretácico inferior con roca sedimentaria caliza y los tipos de suelo predominantes son el acrisol, andosol y feosem, su uso principal es el agrícola.
La vegetación es de bosque de encino - pino, en donde existen una gran variedad de especies siendo las más importantes las siguientes: ciprés, pino, romerillo, sabino, manzanilla y roble. El municipio cuenta con una gran variedad de especies, de las cuales destacan las siguientes: gavilán golondrio, culebra, picamadera, ardilla voladora, jabalí, venado y zorrillo, entre otros.

## Historia
El municipio fue erigido en pueblo y cabecera municipal con el nombre de San Pedro Remate, por decreto del 21 de febrero de 1887, promulgado por Adrián Culebro, gobernador sustituto de Chiapas. La formación del pueblo se hizo con los habitantes de la ranchería San Pedro Remate, del departamento de Comitán. En 1920, el gobernador Tiburcio Fernández Ruíz, jefe de la contrarrevolución en Chiapas, por conducto de la XXVIII Legislatura local descendió tanto al Municipio como al pueblo de San Pedro Remate al nivel de delegación del municipio de La Grandeza, y dos años después a simple agencia municipal. Sin embargo, con la venia de las autoridades de La Grandeza, el Municipio de San Pedro Remate continuó con su antigua categoría, nombrando regularmente a sus autoridades. El 6 de junio de 1925, en un acto de justicia, se le restituye su categoría de Municipio libre, por disposición de Carlos A. Vidal, gobernante en turno. De ese modo, a San Pedro Remate se le agregan las delegaciones de San Pedro, Los Cimientos y Las Chicharras. Son personajes ilustres nacidos en este municipio Ricardo Alfonso Paniagua (1896-1927), político, y Héctor Eduardo Paniagua (1896-1962), poeta.

## Demografía
De acuerdo a los resultados del Censo de Población y Vivienda de 2020 realizado por el Instituto Nacional de Estadística y Geografía, la población total del municipio es de 20 157 habitantes, lo que representa un crecimiento promedio de 0.45% anual en el período 2010-2020 sobre la base de los 19 281 habitantes registrados en el censo anterior. Al año 2020 la densidad del municipio era de 94,31 hab/km².
| Gráfica de evolución demográfica de Municipio de Bella Vista entre 2000 y 2020 |
|                                                                                |
| Fuente: Instituto Nacional de Estadística Geografía e Informática              |

El 49.6% de los habitantes eran hombres y el 50.4% eran mujeres. El 89.9% de los habitantes mayores de 15 años (12 023 personas) estaba alfabetizado. La población indígena sumaba 421 personas.
En el año 2010 estaba clasificado como un municipio de grado medio de vulnerabilidad social, con el 44.31% de su población en estado de pobreza extrema. Según los datos obtenidos en el censo de 2020, la situación de pobreza extrema afectaba al 19.6% de la población (3855 personas).

### Localidades
En el censo de 2020 el municipio de Bella Vista contaba con 86 localidades.
| Código INEGI      | Localidad               | Población (2020) |
| ----------------- | ----------------------- | ---------------- |
| 070110001         | Bella Vista             | 1 996            |
| 070110019         | Las Chicharras          | 1 360            |
| 070110004         | Emiliano Zapata         | 1 306            |
| 070110016         | San José las Chicharras | 1 130            |
| 070110015         | La Rinconada            | 1 084            |
| Otras localidades | Otras localidades       | 13 281           |
| Total municipal   | Total municipal         | 20 157           |

## Salud y educación
En 2010 el municipio tenía un total de 7 unidades de atención de la salud, con 11 personas como personal médico. Existían 51 escuelas de nivel preescolar, 55 primarias, 13 secundarias, 5 bachilleratos y 8 escuelas primarias indígenas.

## Actividades económicas
Las principales actividades económicas del municipio son el comercio minorista, la prestación de servicios de alojamiento temporal y preparación de alimentos y bebidas y, en menor medida, la elaboración de productos manufacturados.

## Celebraciones
En el municipio se conmemora el 20 de enero a San Sebastián, el 19 de marzo a San José, el 15 de abril la feria del café, el 25 de abril a San Marcos y el 29 de junio San Pedro. Los platillos típicos del municipio son: frijol con carne asada, tomate de árbol, mole de guajolote y arroz. Aunque el municipio no tiene muchos atractivos turísticos,  es necesario señalar que cuenta con una gran belleza en sus paisajes. Las celebraciones más importantes son las de: San Sebastián, San José, San Marcos y San Pedro Apóstol.